# 陈煐
陈煐（1919年12月—2004年3月29日），山东章丘人，中国人民解放军原高级将领，中将军衔。

## 生平

### 民国时期
1935年至1937年6月，在山东济南正谊中学学习。1937年7月至同年底，在济南参加学生活动。1938年1月，参加山东人民抗日救国军。1938年1月至9月任山东人民抗日救国军第六支队战士、班长、排政宣员。1938年10月，加入中国共产党。1938年9月至12月，任山东清河军区三支队七团政治处干事。1938年12月至1940年，任清河军区七团、直属团连副政治指导员、政治指导员。1941年，任清河军区青年营政治教导员。1941年底至1942年3月，任清河军区清中军分区政治处副主任兼清中独立团政治处副主任。1942年3月至1945年8月，任清河军区四边独立营政治教导员、四边特务大队大队长。
1945年8月至1946年4月，任山东渤海军区特务二团三营营长、团政治处主任。1946年4月至1947年2月，任山东军区第七师二团政治处主任。1947年3月至1948年底，任华东野战军第十纵队二十九师八十五团政治处主任。1949年1月至1950年2月，任第三野战军第二十八军八十三师二四七团副政治委员兼政治处主任、二四七团政治委员。

### 共和国时期
1950年3月至1952年5月，任第二十八军八十二师政治部主任，八十二师政治委员。1952年5月至1955年2月，为中国人民解放军军事学院政治系第一期学员。1955年2月至1956年11月，任解放军军事学院政治部干部部副部长。1955年9月，被授予大校军衔。1956年11月至1958年1月，任解放军军事学院政治部干部部部长。1958年2月至4月，任解放军军事学院基本系五期代政治委员。1958年4月至1959年4月，任解放军军事学院基本系五期政治委员。1959年4月至1964年4月，任解放军军事学院政治部组织部部长。1964年5月至1971年1月，任解放军军事学院政治部副主任、院监察委员会书记。1971年1月至1978年2月，任中国人民解放军第二十六军政治委员。
1978年3月至1980年11月，任解放军南京政治学校政治委员。1980年12月至1985年3月，任解放军总后勤部副政治委员兼政治部主任、纪律检查委员会副书记、书记，其间曾任总后勤部党委常委。1985年5月起参加国防大学筹建工作。1985年11月至1990年4月任国防大学副政治委员、党委常委。1988年9月被授予中将军衔。政协第七届全国委员会第三次会议上，增补政协第七届全国委员会委员。曾获二级独立自由勋章、二级解放勋章。1998年7月被授予中国人民解放军独立功勋荣誉章。
2004年3月29日在北京去世，享年85岁。